# Manfred Fuhrmann
Manfred Fuhrmann (23 de junio de 1925 – 12 de enero de 2005) fue un filólogo y humanista alemán.

## Biografía intelectual
Fuhrmann encarna de manera eminente la última época de la gran tradición humanística de la filología de Alemania durante el siglo XX mediante una sólida integración interdisciplinar, durante un tiempo fomentada sobre todo en Centroeuropa pero hoy desvanecida. Estudió filología clásica, filosofía y derecho. En 1959 accedió a la cátedra universitaria en Friburgo, donde se había doctorado en filología clásica. Gran estudioso de la Poética antigua, latinista y helenista, traductor y exégeta de Cicerón, Horacio y Séneca, de Longino y Boecio, fue asimismo un notable europeista impulsor pedagógico de los estudios clásicos, destacado miembro de la nueva e importante universidad de Constanza y uno de los impulsores del gran relieve de esta durante la segunda mitad del siglo XX, sobre todo a través del Grupo de Investigación dedicado a "Hermenéutica y Poética".
Fue sucedido por su discípulo Reinhardt Herzog (1941-1994), estudioso de Prudencio.

## Obra
- 1960 Das systematische Lehrbuch. Ein Beitrag zur Geschichte der Wissenschaft in der Antike.
- 1969 Die Antike und ihre Vermittler.
- 1971 Terror und Spiel. Probleme der Mythenrezeption.
- 1973 Einführung in die Antike Dichtungstheorie.
- 1976 Alte Sprachen in der Krise?
- 1989 Cicero und die römische Republik, 5ª ed. 2011.
- 1992 Die Dichtungstheorie der Antike. Aristoteles,   Horaz, ‘Longino’. Nueva ed. ampliada de la Einführung; 3ª ed. revisada 2003.
- 1994 Rom in der Spätantike.
- 1995 Europas fremd gewordene Fundamente.
- 1997 Seneca und Kaiser Nero. Eine Biographie.
- 1999 Geschichte der römischen Literatur. Nueva ed. en Reclam, 2005.
- 1999 Der europäische Bildungskanon. Nueva ed. ampliada 2004.
- 2001 Latein und Europa. Geschichte des gelehrten Unterrichts in Deutschland von Friedrich dem Großen bis Wilhelm II. Die fremdgewordenen Fundamente unserer Bildung. 2ª ed. 2005.
- 2002 Bildung - Europas kulturelle Identität. Ed. en Reclam.

## Ediciones en español
- La teoría poética de la Antigüedad. Aristóteles-Horacio-'Longino' , ed. y trad. de Alfonso Silván, Madrid, Dykinson, 2011.
- "Cicerón y la Retórica. La moral de abogado de Cicerón y su evaluación en los siglos XIX y XX", en Anuario Filosófico, XXXIV (2001) p. 347-368.
- Literatura Romana, T. III de Klaus von See (dir.) Literatura Universal, trad. de Rafael de la Vega, Madrid, Gredos, 1985.
- Literatura Romana, Trad. de Rafael de la Vega, Madrid, Gredos, 1982.

- Datos: Q96275
- Multimedia: Manfred Fuhrmann / Q96275